# Лини
Лини (на опростен китайски: 临沂) е град на ниво префектура в южната част на провинция Шандун, Китай. Към 2011 г. Лини е най-големият град на ниво префектура в Шандун както по площ, така и по население. Лини граничи с Рижао на изток, Уейфан на североизток, Дзъбо на север, Тайан на северозапад, Дзинин на запад, Дзаоджуан на югозапад и провинция Дзянсу на юг. Името на града Лини буквално означава „близо до река И“. 
През 2020 г. населението на Лини е 10 993 100, от които 3 651 868 живеят в застроената зона, съставена от окръг Ланшан, окръг Луоджуан и окръг Хъдун, както и Националната Хай-тек зона на Лини. 

## История
Лини е град на 2400 години. Роден град е на редица исторически личности, включително  Джугъ Лян и Уан Сиджъ. През 1972 г. книгата „Изкуството на войната“ на Сун Дзъ е открита тук за първи път  заедно с други класически произведения, написани върху бамбукови свитъци. "Изкуството на войната" е изложена в музея на провинция Шандонг.
На 25 юли 1668 г. североизточно от Лини има земетресение с магнитуд приблизително 8,5 , което го прави най-голямото записано земетресение в Източен Китай  и едно от най-големите в света на сушата. В Лини нито една къща не оцелява, а в разкази се твърди, че черна вода бълва от земни пукнатини, които са се отворили след земетресението.
През пролетта на 1938 г., по време на Втората китайско-японска война, градът става арена на ожесточени битки. Победата на китайската армия в Тайърджуанската битка наблизо окуражава местните жители, но японските войски нахлюват на 19 април 1938 г. Защитниците се оттеглят на следващия ден в друга оспорвана зона на 49 километра разстояние.